# Doode Bemde
De Doode Bemde is een natuurreservaat in de Dijlevallei, ten zuiden van Leuven. Het strekt zich uit aan weerszijden van de rivier de Dijle, op het grondgebied van de gemeenten Oud-Heverlee, Sint-Joris-Weert, Neerijse (Huldenberg) en Korbeek-Dijle (Bertem). Het is veruit het belangrijkste en meest waardevolle natuurgebied in dit deel van de Dijlevallei. Het gebied is Europees beschermd als onderdeel van Natura 2000-gebied 'Valleien van de Dijle, Laan en IJse met aangrenzende bos- en moerasgebieden' (BE2400011).

## Naam
Doode slaat op het ongeschikt zijn van de gronden voor de landbouwers. Een bemde (of beemd) is een vochtig grasland. 'Doode Bemden' betekent zoveel als onbruikbare graslanden. Maar de Doode Bemde is allesbehalve doods. Voor veel dieren en planten vormt dit vochtige gebied een ideale biotoop.

## Beheer
Het natuurreservaat wordt beheerd door Natuurpunt vzw en de Vrienden van Heverleebos en Meerdaalwoud.

## Toegankelijkheid
De Doode Bemde is met zijn negen kilometer wandelpaden een van de best toegankelijke natuurgebieden van Vlaams-Brabant. Er lopen twee wandellussen doorheen het natuurreservaat: de zuidelijke lus = rode pijlen en de noordelijke lus = blauwe pijlen) . Een Knuppelpad helpt de bezoekers de vochtigste gedeelten van het reservaat oversteken.
Op het domein van het natuurreservaat zijn er twee vogelkijkhutten, één aan de Langerode vijver ("Neerijse Grote Bron") en één aan de Kliniekvijvers ("De Roerdomp") .
Zowel het station van Sint-Joris-Weert als het station van Oud-Heverlee liggen op wandelafstand van de Doode Bemde.

## Afbeeldingen

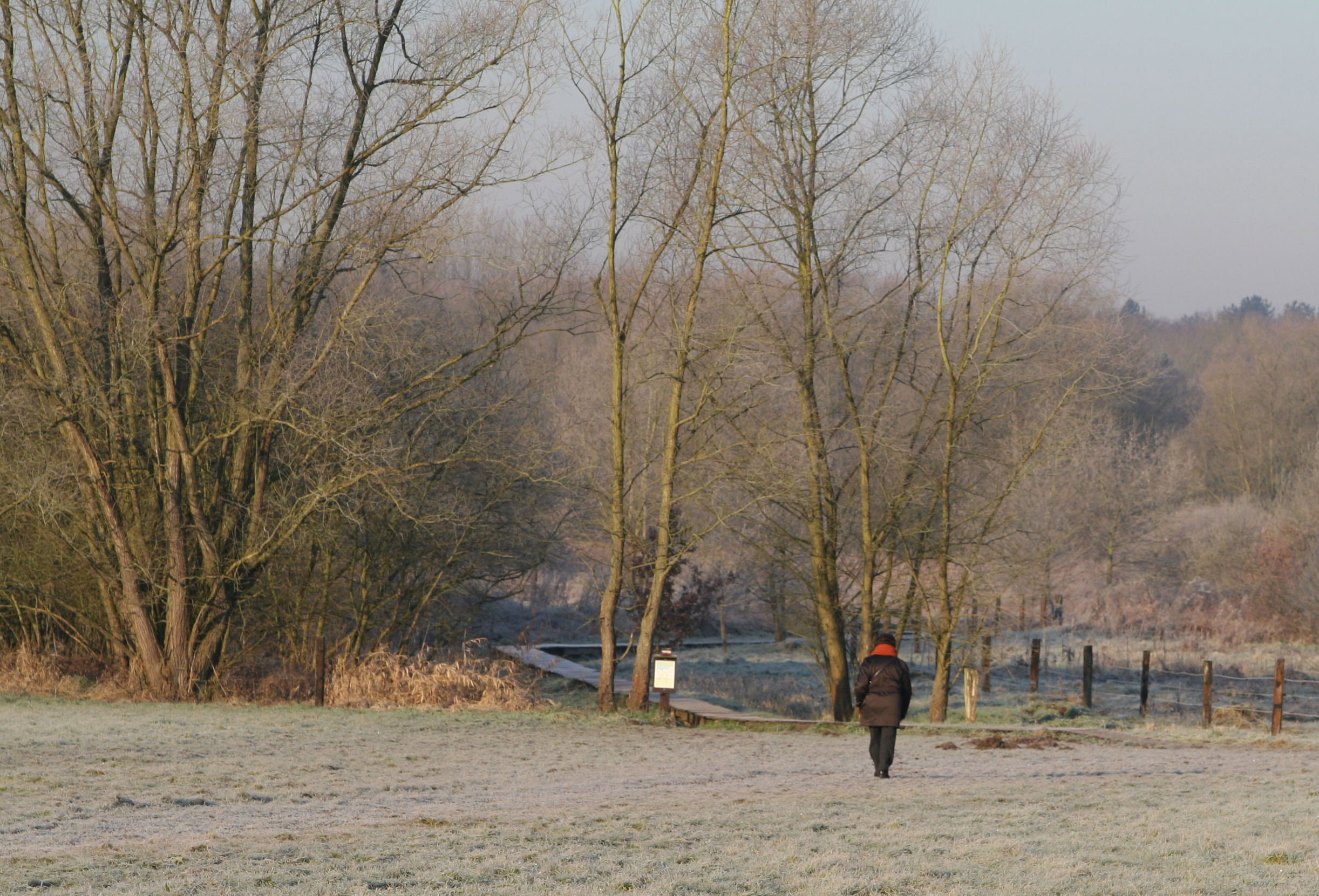
De Doode Bemde in de winter
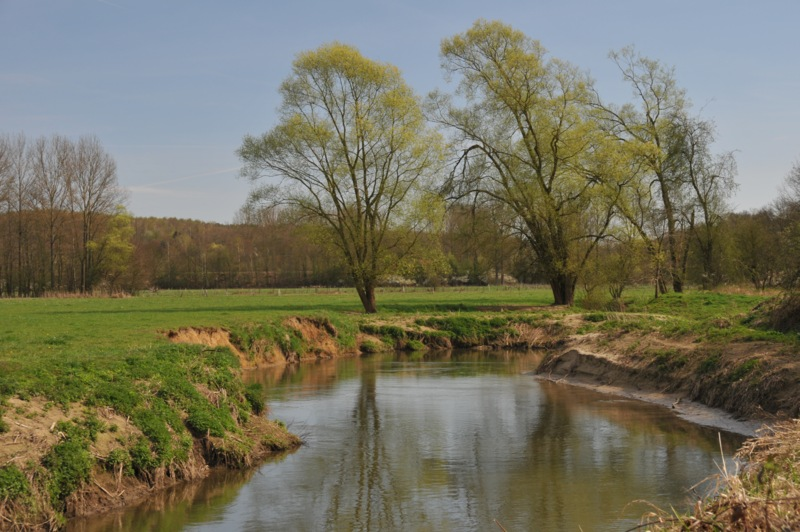
De Dijle in de Doode Bemde